# Solana de l'Extrem
La Solana de l'Extrem és una solana del terme municipal de Conca de Dalt, dins de l'antic terme de Claverol, al Pallars Jussà. Es troba en territori de l'antic enclavament dels Masos de Baiarri.
Està situada a la part oriental de l'enclavament, a l'esquerra de la capçalera del barranc de l'Obaga i també a l'esquerra de la llau de Perauba. Queda just al nord de la Solana del Mig, a migdia de l'Obaga Fosca i a llevant del Serrat Pelat, al vessant nord del Cap de l'Alt de Baiarri. La part baixa d'aquesta solana, a llevant, forma les Costes de Baiarri.